# Petit-Auverné
Petit-Auverné est une commune de l'Ouest de la France, située dans le département de la Loire-Atlantique, en région Pays de la Loire.
Commune issue de la scission de la commune d'Auverné, Petit-Auverné fait partie du Pays de Châteaubriant, dont l'histoire est liée à celle du royaume de Bretagne, qui devient par la suite duché. Village à caractère essentiellement rural, Petit-Auverné a connu un long épisode de déclin démographique commencé à la fin du XIXe siècle et qui semble s'achever au début du XXIe siècle. L'économie de la commune est dominée par l'agriculture.

## Géographie

### Situation

Situation de la commune de Petit-Auverné dans le département de la Loire-Atlantique.

Petit-Auverné est situé à 14 km au sud de Châteaubriant, à 48 km au nord-est de Nantes, à 58 km au nord-ouest d'Angers et à 63 km au sud-est de Rennes. Les communes limitrophes sont Erbray, Saint-Julien-de-Vouvantes, Moisdon-la-Rivière, La Chapelle-Glain, Grand-Auverné et Vallons-de-l'Erdre (commune déléguée de Saint-Sulpice-des-Landes).
|                    | Erbray        | Saint-Julien-de-Vouvantes |
| Moisdon-la-Rivière | Petit-Auverné | La Chapelle-Glain         |
| Grand-Auverné      |               | Vallons-de-l'Erdre        |

### Relief
Le territoire de la commune a un profil légèrement vallonné, marqué par les vallées creusées par le Don et ses ruisseaux affluents.

### Hydrographie
La commune est traversée par le Don, qui coule d'est en ouest. Plusieurs ruisseaux se jettent dans cette rivière : à l'est le ruisseau des Rivières, qui marque la délimitation avec Saint-Julien-de-Vouvantes, près du bourg le petit Don, traversant le bourg le Nilan et son affluent le Brêche, limite avec Grand-Auverné, et au nord-ouest la Mare.

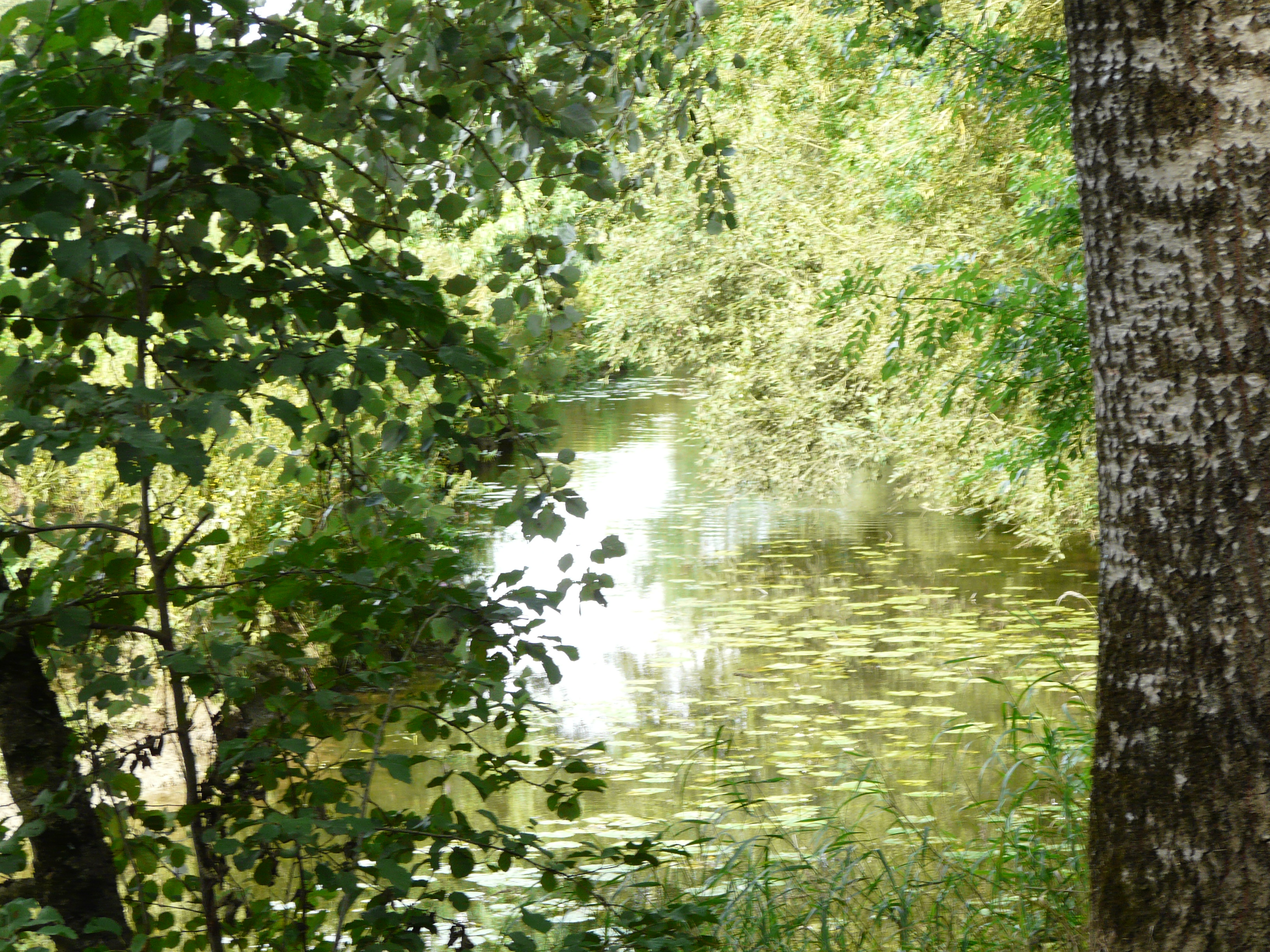
Le Don au domaine des êtres.

### Climat
Pour des articles plus généraux, voir Climat des Pays de la Loire et Climat de la Loire-Atlantique.
En 2010, le climat de la commune est de type climat océanique altéré, selon une étude du CNRS s'appuyant sur une série de données couvrant la période 1971-2000. En 2020, Météo-France publie une typologie des climats de la France métropolitaine dans laquelle la commune est exposée à un climat océanique et est dans la région climatique  Bretagne orientale et méridionale, Pays nantais, Vendée, caractérisée par une faible pluviométrie en été et une bonne insolation. 
Pour la période 1971-2000, la température annuelle moyenne est de 11,7 °C, avec une amplitude thermique annuelle de 13,7 °C. Le cumul annuel moyen de précipitations est de 723 mm, avec 12,3 jours de précipitations en janvier et 6,9 jours en juillet. Pour la période 1991-2020, la température moyenne annuelle observée sur la station météorologique de Météo-France la plus proche, sur la commune de Soudan à 14 km à vol d'oiseau, est de 12,2 °C et le cumul annuel moyen de précipitations est de 826,4 mm,. Pour l'avenir, les paramètres climatiques de la commune estimés pour 2050 selon différents scénarios d'émission de gaz à effet de serre sont consultables sur un site dédié publié par Météo-France en novembre 2022.

## Urbanisme

### Typologie
Au 1er janvier 2024, Petit-Auverné est catégorisée commune rurale à habitat très dispersé, selon la nouvelle grille communale de densité à sept niveaux définie par l'Insee en 2022.
Elle est située hors unité urbaine. Par ailleurs la commune fait partie de l'aire d'attraction de Châteaubriant, dont elle est une commune de la couronne,. Cette aire, qui regroupe 20 communes, est catégorisée dans les aires de moins de 50 000 habitants,.

### Occupation des sols
L'occupation des sols de la commune, telle qu'elle ressort de la base de données européenne d’occupation biophysique des sols Corine Land Cover (CLC), est marquée par l'importance des territoires agricoles (97 % en 2018), une proportion identique à celle de 1990 (97 %). La répartition détaillée en 2018 est la suivante : 
terres arables (52,6 %), prairies (25,9 %), zones agricoles hétérogènes (18,5 %), zones urbanisées (1,9 %), forêts (1,1 %). L'évolution de l’occupation des sols de la commune et de ses infrastructures peut être observée sur les différentes représentations cartographiques du territoire : la carte de Cassini (XVIIIe siècle), la carte d'état-major (1820-1866) et les cartes ou photos aériennes de l'IGN pour la période actuelle (1950 à aujourd'hui).

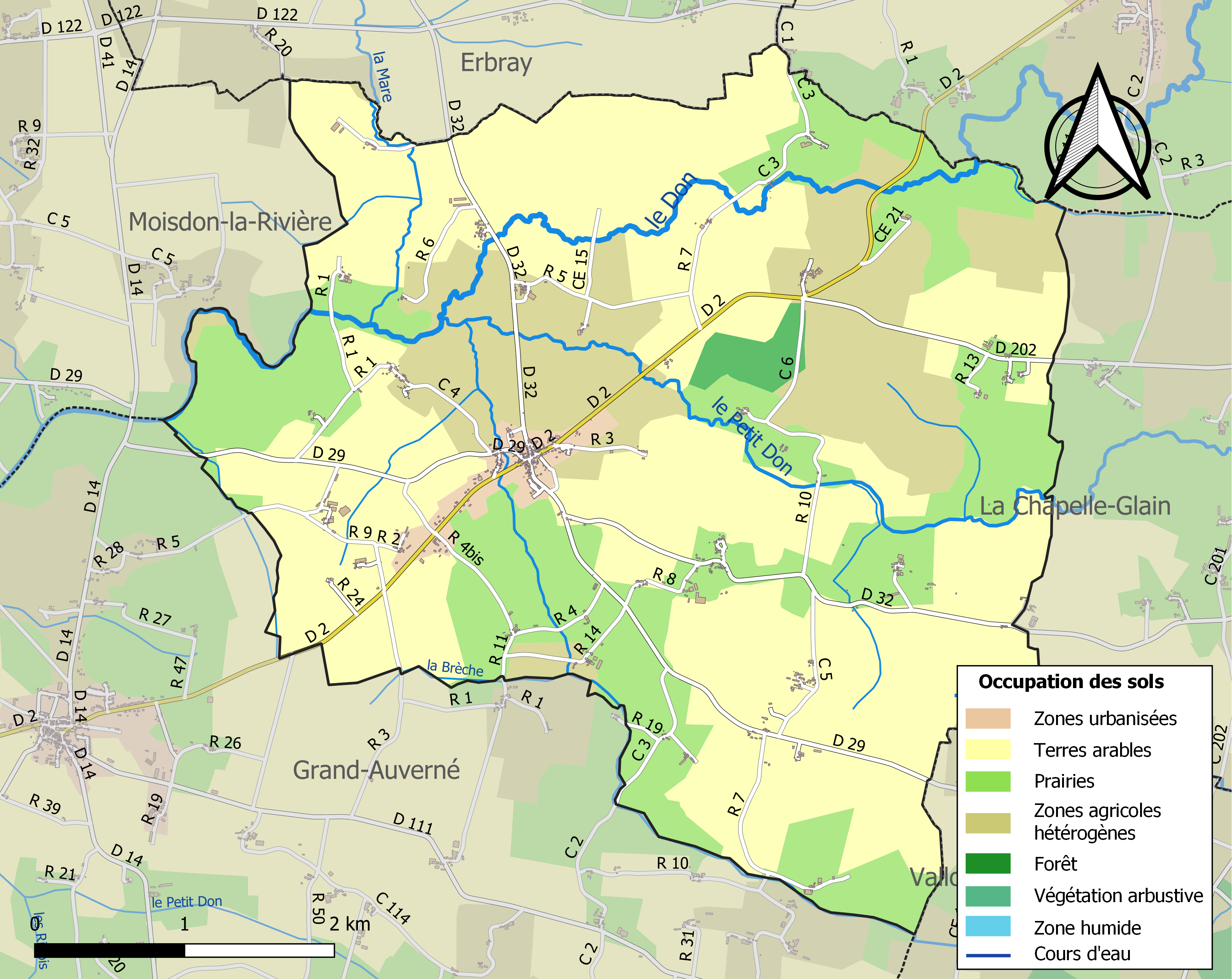
Carte des infrastructures et de l'occupation des sols de la commune en 2018 (CLC).

## Toponymie
Le nom de la localité est attesté sous la forme Alverniacum en 1135.
En 1793, la scission de la commune en deux entités indépendantes portant le nom d'Auverné a entraîné l'ajout des préfixes Grand et Petit pour les distinguer. La commune est donc baptisée Petit Auverné, puis en 1801 le Bulletin des Lois la mentionne sous le nom d'Auverné-le-Petit ou Petit-Auverné. La graphie « Le Petit-Auverné » est également utilisée (site de la communauté de communes), mais le code officiel géographique donne Petit-Auverné.
En gallo, la langue d'oïl locale, on appelle la commune Le Petit Bourg, en opposition au Grand Bourg, c'est-à-dire Grand-Auverné. En gallo, le nom de la commune se prononce [ləptibuʁ]. La forme moderne Petit-Aovernë existe également, et prononcée [ptiaʊvəʁnə].
La forme bretonne proposée par l'Office public de la langue bretonne est Arwerneg-Vihan.

## Histoire
Le territoire de Petit-Auverné recèle des traces d'occupation dès le Néolithique, puis il est occupé par les Celtes et les Gallo-romains. Au IXe siècle, comme toute la région, la paroisse passe sous domination bretonne.
Au Moyen Âge, les seigneurs du lieu, les de La Rivière, deviennent au XIIIe siècle des gens très puissants, ont un rôle important dans le duché de Bretagne et combattent aux côtés de Du Guesclin. La résidence des de La Rivière se trouve au sud du Petit-Bourg.
Le bourg est constitué d'une seule paroisse, Saint-Pierre-d'Auverné, jusqu'à ce que Charles de Bourgneuf, évêque de Nantes, ordonne la création de la trêve paroissiale de Saint-Sulpice-d'Auverné, appelée également Saint-Sulpice-Feillette-d'Auverné.
En 1793, durant la Révolution, trois ans après sa création, la commune de Grand-Auverné est scindée en deux, sa partie est devient la commune de Petit-Auverné. La chapelle Saint-Sulpice, succursale de Saint-Pierre d'Auverné, devient église.
En 1850 une nouvelle église est édifiée. En 1875 sa flèche est endommagée par une tempête, et est remplacée par un clocheton.
Lors de la Seconde Guerre mondiale, trois des otages fusillés à Châteaubriant sont enterrés au Petit-Auverné, dont Guy Môquet. Les corps sont récupérés par les familles après la guerre.
Les victimes sont :
- Jules Auffret : 39 ans, né à Trignac (Loire-Inférieure) conseiller général communiste de la Seine. Son corps a été transféré dans le cimetière parisien du Père Lachaise ;
- Marc Bourhis : 44 ans, de Trégunc (Finistère), militant communiste. Son corps a été transféré  dans le cimetière de Concarneau ;
- Guy Moquet : 17 ans, de Paris, militant communiste. Son corps a été transféré dans le cimetière parisien du Père Lachaise.

Jusqu'au XXIe siècle l'agriculture conserve une importance prépondérante dans l'économie de la commune.

## Politique et administration
Petit-Auverné est située dans le canton et l'arrondissement de Châteaubriant, dans le département de la Loire-Atlantique (région Pays de la Loire). Comme pour toutes les communes françaises comptant entre 500 et 1 500 habitants, le Conseil municipal est constitué de quinze membres en 2011.

### Intercommunalité
Petit-Auverné est membre de la communauté de communes du Castelbriantais, qui est constituée de dix-neuf communes regroupées autour de Châteaubriant.

## Population et société

### Démographie
Selon le classement établi par l'Insee, Petit-Auverné est une commune multipolarisée. Elle fait partie de la zone d'emploi et du bassin de vie de Châteaubriant. Elle n'est intégrée dans aucune unité urbaine. Toujours selon l'Insee, en 2010, la répartition de la population sur le territoire de la commune était considérée comme « très peu dense » : 100 % des habitants résidaient dans des zones « très peu denses ».

#### Évolution démographique
L'évolution du nombre d'habitants est connue à travers les recensements de la population effectués dans la commune depuis 1793. Pour les communes de moins de 10 000 habitants, une enquête de recensement portant sur toute la population est réalisée tous les cinq ans, les populations de référence des années intermédiaires étant quant à elles estimées par interpolation ou extrapolation. Pour la commune, le premier recensement exhaustif entrant dans le cadre du nouveau dispositif a été réalisé en 2004.

En 2022, la commune comptait 437 habitants, en évolution de +1,86 % par rapport à 2016 (Loire-Atlantique : +6,68 %, France hors Mayotte : +2,11 %).
| 1793 | 1800 | 1806 | 1821 | 1831 | 1836 | 1841 | 1846 | 1851 |
| ---- | ---- | ---- | ---- | ---- | ---- | ---- | ---- | ---- |
| 820  | 838  | 808  | 900  | 957  | 892  | 875  | 903  | 948  |

| 1856 | 1861 | 1866 | 1872 | 1876  | 1881  | 1886  | 1891  | 1896 |
| ---- | ---- | ---- | ---- | ----- | ----- | ----- | ----- | ---- |
| 933  | 937  | 940  | 996  | 1 022 | 1 039 | 1 049 | 1 009 | 978  |

| 1901 | 1906 | 1911 | 1921 | 1926 | 1931 | 1936 | 1946 | 1954 |
| ---- | ---- | ---- | ---- | ---- | ---- | ---- | ---- | ---- |
| 860  | 861  | 870  | 703  | 687  | 702  | 687  | 632  | 630  |

| 1962 | 1968 | 1975 | 1982 | 1990 | 1999 | 2004 | 2006 | 2009 |
| ---- | ---- | ---- | ---- | ---- | ---- | ---- | ---- | ---- |
| 601  | 560  | 508  | 438  | 414  | 386  | 383  | 392  | 433  |

| 2014 | 2019 | 2022 | - | - | - | - | - | - |
| ---- | ---- | ---- | - | - | - | - | - | - |
| 423  | 426  | 437  | - | - | - | - | - | - |

#### Pyramide des âges
La population de la commune est relativement jeune.
En 2018, le taux de personnes d'un âge inférieur à 30 ans s'élève à 34,8 %, soit en dessous de la moyenne départementale (37,3 %). À l'inverse, le taux de personnes d'âge supérieur à 60 ans est de 24,0 % la même année, alors qu'il est de 23,8 % au niveau départemental.
En 2018, la commune comptait 222 hommes pour 205 femmes, soit un taux de 51,99 % d'hommes, largement supérieur au taux départemental (48,58 %).
Les pyramides des âges de la commune et du département s'établissent comme suit.
| Hommes | Classe d’âge | Femmes |
| ------ | ------------ | ------ |
| 0,5    | 90 ou +      | 1,0    |
| 5,0    | 75-89 ans    | 8,3    |
| 16,7   | 60-74 ans    | 16,6   |
| 28,5   | 45-59 ans    | 20,0   |
| 16,7   | 30-44 ans    | 17,1   |
| 11,8   | 15-29 ans    | 16,6   |
| 20,8   | 0-14 ans     | 20,5   |

| Hommes | Classe d’âge | Femmes |
| ------ | ------------ | ------ |
| 0,6    | 90 ou +      | 1,8    |
| 6      | 75-89 ans    | 8,6    |
| 15,1   | 60-74 ans    | 16,4   |
| 19,4   | 45-59 ans    | 18,8   |
| 20,1   | 30-44 ans    | 19,3   |
| 19,2   | 15-29 ans    | 17,4   |
| 19,5   | 0-14 ans     | 17,6   |

## Économie
Le canton de Saint-Julien-de-Vouvantes, dont fait partie le Petit-Auverné, bénéficie du classement Zone de revitalisation rurale, ce qui permet aux entreprises qui y sont installées de bénéficier d’avantages fiscaux.
En 2011, La Mairie recense 17 établissements actifs : deux entreprises de construction, un commerces et quatorze entreprises de services. La zone à vocation artisanale del’Abbé Thoreau, classée Zone de revitalisation rurale, s’étend sur 0,3 hectare.
L'Insee recensait au 1er janvier 2009 12 établissements actifs : une industrie, deux entreprises de construction, six commerces ou services, et trois entités d'administration publique. Le nombre d'exploitations agricoles a décru entre 1988 et 2000, passant de 51 à 35. La surface cultivée a légèrement décru sur cette période, passant de 1 872 à 1 785 hectares. En ce qui concerne l'élevage, la quantité de bovins a décru entre 1988 et 2000, passant de 2 727 à 2 609, mais la quantité de volaille a doublé, atteignant 49 609 en 2000 contre 23 081 en 1988.

## Équipement et service

### Santé
Il n'y a pas de médecin ou d'infirmier au Petit-Auverné, les plus proches sont situés à Saint-Julien-de-Vouvantes et Erbray. Un centre hospitalier est installé à Châteaubriant..

### Enseignement
Le Petit-Auverné dépend de l'académie de Nantes. Il y a une école publique dans la commune, située rue du Stade, et qui est gérée en regroupement pédagogique avec celle de Saint-Julien-de-Vouvantes,. Les collèges et les lycées se situent à Châteaubriant,,,,,.

## Vie sociale

### Vie associative
L’ACAPA, association culturelle et artistique du Petit-Auverné, organise la vie culturelle de la commune. Le Relais accueil proximité, association soutenue par la communauté de communes du castelbriantais, agit dans le domaine du service aux personnes (enfants, personnes seules, fragilisées ou isolées).

### Manifestations festives et culturelles
Les Alvernes peuvent assister à des représentations de théâtre et dîner-théâtre en mars, organisées par l'ACAPA, et à des spectacles western le premierer week-end de septembre, organisés par West Equi Libre.

## Patrimoine

### Lieux et monuments

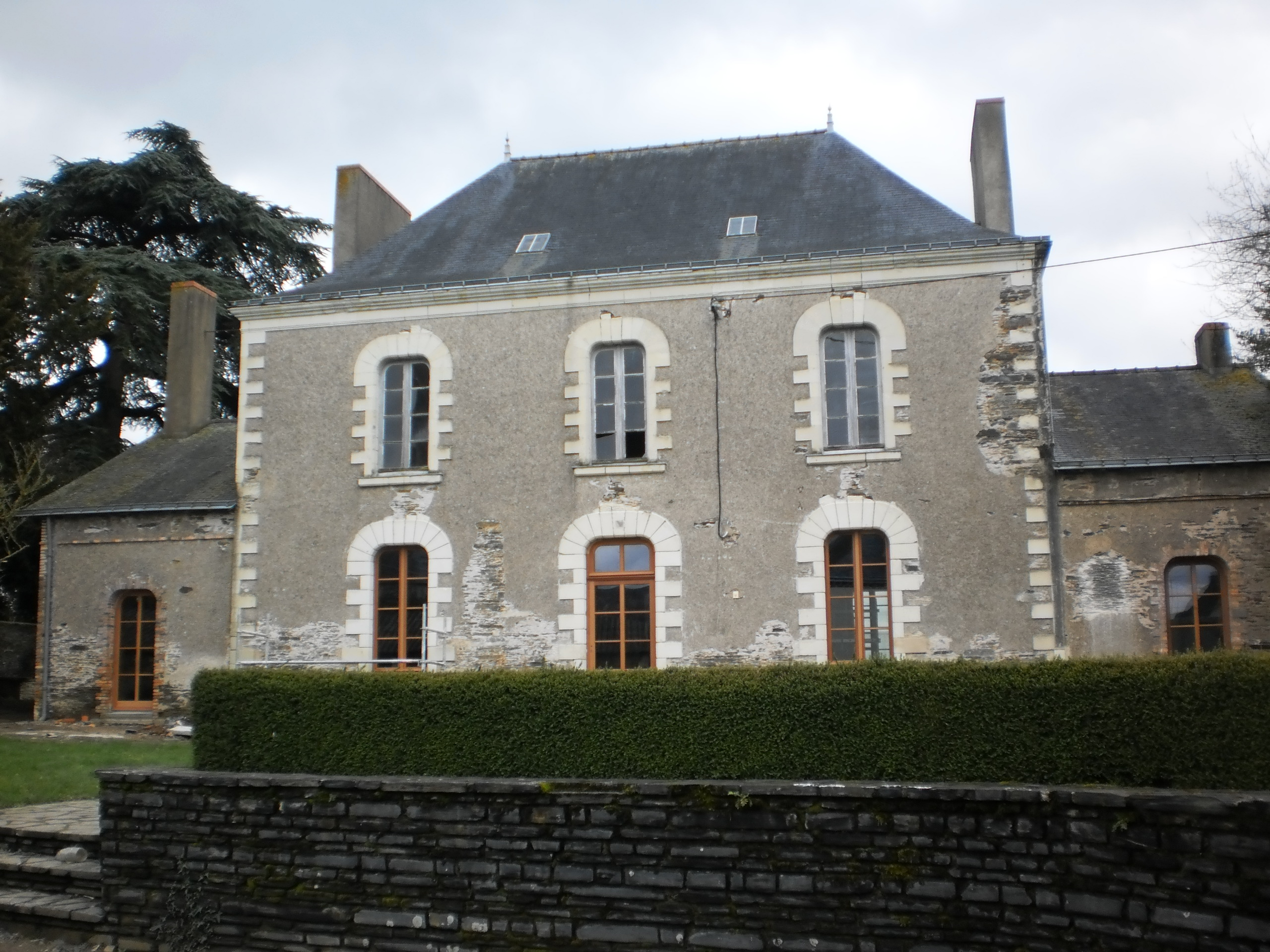
Manoir de la Renaudière

Le patrimoine mégalithique de la commune a pratiquement été complètement détruit à la fin du XIXe siècle (dolmen de Couronne-Blanche, menhir de la Sauzaie, menhir dit Pierre-Sonnante). N'en demeure visible aujourd'hui que le menhir de Chapeneille et deux menhirs de l'ensemble du Moulin de Violette.
La croix des Aulnes, faite en schiste, se situe sur la route de Saint-Sulpice. Elle porte la date de 1597 et un nom y figure : Guérinais.
Le manoir de La Renaudière, propriété des Louvigné puis des Trébuchet, devient presbytère en 1831.
Le manoir de La Heurtebise, acheté par Étienne Guinement de Keralio, procureur au parlement de Bretagne à Rennes et oncle des frères Keralio, vers 1720 puis propriété de la famille Le Maignan en 1751 avec le mariage de Joseph Le Maignan et Rose Guinement de Keralio.
Le manoir de La Salmonaie, fut un refuge de Chouans vers 1794.
Le manoir de La Rivière, construit au XVIIe siècle à l'emplacement où la famille de La Rivière de l'ancienne avait sa résidence, dont il ne subsiste qu'un mur et un conduit de cheminée. Certains membres de la famille de La Rivière ont été compagnons des ducs de Bretagne, ou de Du Guesclin.
L'église paroissiale Saint-Sulpice, construite de 1845 à 1850 pour remplacer l'ancienne chapelle. En 1875, lors d'une tempête, la flèche est sérieusement endommagée et remplacée par un clocheton.
Cette église est aujourd'hui dans un état de grande dégradation qui nécessite de gros travaux, ce pour quoi la commune n'a pas les moyens. Les habitants excluent toutefois toute idée de détruire l'édifice.
La forge située rue du Stade date du XIXe siècle. C'est une forge de maréchalerie. Elle fonctionne jusque dans les années 1970. Elle dispose toujours d'un bac à charbon et d'un bac à eau en état de fonctionnement, ainsi que d'un outillage (enclume, pinces, marteau et étampe).
Lieu dit La Pile, situé au nord ouest du bourg. Ancien moulin et four à pain dont il reste une tour en brique et le bâtiment des fours, les vestiges du moulin sont représentés par les murs et des pales présentes au fond du don qui y est gérés par 2 écluses manuelles et fonctionnelles.
La rivière traverse le site de 7 hectares dominé par un manoir orné de pierre de tuf.
Le site accueil aujourd'hui la compagnie théâtrale Adzel.cie qui organise ponctuellement des événements culturels théâtraux et musicaux.

### Héraldique
| Armes de Petit-Auverné | De gueules au chevron d'hermine. L'hermine évoque le blasonnement d'hermine plain de la Bretagne, rappelant l'appartenance passée de la ville au duché de Bretagne. Ce blason, inspiré de celui de la seigneurie de la Rivière, a été conçu par Georges Brisson sur demande de l'abbé Deniau (délibération municipale du 22 avril 1976). |

### Devise
La devise de Petit-Auverné : Aunus Super Rivos Vernat.

### Personnalités liées à la commune
- Sophie Trébuchet, mère de Victor Hugo, séjourne régulièrement au manoir de la Renaudière, où son père, Jean-François Trébuchet, était né en 1731 ; en 1797, elle épouse Joseph Léopold Sigisbert Hugo, commandant d'un bataillon de volontaires républicains en lutte contre la Chouannerie.